# Georges Maes (politicus)
Georges Maes (Baisy-Thy, 20 december 1929 - Zinnik, 13 september 1993) was een Belgisch politicus en Waals militant.

## Levensloop
Hij werd leraar in een technische school in Tubeke. 
Maes was aanvankelijk militant voor het Mouvement ouvrier chrétien en engageerde zich nadien in het Rassemblement Wallon. Voor deze partij was hij van 1970 tot 1976 gemeenteraadslid van Tubeke.
Van 1971 tot 1977 zetelde hij bovendien namens het arrondissement Nijvel in de Kamer van volksvertegenwoordigers, waar hij tussenkwam over onderwerpen zoals leefmilieu en ten voordele van een Waalse dienst voor bos en groen in Saint-Hubert. In 1975 was hij verslaggever van de commissie die besliste over de officiële vlag van de Franse Gemeenschap en die de Waalse vlag van Pierre Paulus besloot aan te nemen.
Maes volgde Paul-Henry Gendebien, wanneer die in 1976 besliste om een linksere koers te gaan varen. Op het congres van het nieuwe Rassemblement Wallon van 7 maart 1977 verdedigde hij een aantal voorstellen zoals industriële herontwikkeling om de Waalse troeven uit te spelen, oprichting van een Waalse publieke groep, een spaarkas en publieke Waalse kredietinstelling, vermindering van de arbeidstijd tot 36 uur en regionalisering van de RVA. Bij de verkiezingen van april 1977 werd hij niet meer herkozen en werd vervolgens tot in 1980 attaché op het kabinet van Léon Defosset. Vervolgens keerde hij terug naar het onderwijs.

## Bron
- Encyclopédie du Mouvement Wallon, Institut Jules Destrée.